# Monachomachia w Bizancjum
Monachomachia w Bizancjum (słowo monachomachia oznacza dosłownie "walka z mnichami" i jest zbitką dwóch greckich słów) – prześladowania mnichów jakie miały miejsce w czasie panowania cesarza Konstantyna V Kopronima w Cesarstwie Bizantyńskim od lat sześćdziesiątych VIII wieku do 775, czyli aż do śmierci owego władcy.

## Tło polityczne
Rządzący od 741 roku cesarz Konstantyn V zaostrzył politykę religijną zapoczątkowaną przez swojego ojca Leona III. Polegała ona na walce z kultem obrazów religijnych i zwana jest ikonoklazmem. Władca kazał między innymi niszczyć wszelkie obrazy przedstawiające Jezusa, oraz zabronił kultu matki Chrystusa i świętych. Panowanie Konstantyna uważane jest za szczyt brutalnej polityki w ramach której zwalczał wszystkich swoich przeciwników. Jednymi z jego najbardziej zaciekłych wrogów w tym względzie byli mnisi z którymi toczył wojnę. W pewnym momencie jednak monachomachia wymierzona była w stan mniszy jako taki.

## Przebieg
Największym ośrodkiem mnisiej opozycji był klasztor położony na Górze świętego Auksencjusza. Do przeora tego klasztoru, Stefana, uciekali ikonofile, czyli zwolennicy kultu obrazów religijnych, a ich liczba stale się powiększała wraz ze wzrostem bezwzględnej polityki cesarza. W listopadzie 767 Stefana wydano ludności Konstantynopola, która zlinczowała przeora na ulicach stolicy. Później Stefan został uznany przez Kościół za świętego, a jego wspomnienie przypada 28 listopada, kiedy to miał być stratowany. Prześladowania mnichów były szczególnie nasilone w Azji Mniejszej, gdzie ikonoklazm cieszył dość dużą popularnością i prowadzony był zaciekle ze strony armii wśród której Konstantyna V uznawano jako autorytet ze względu na wybitne zdolności militarne. W ramach monachomachii mnichów zmuszano do łamania ślubów zakonnych, a same klasztory zamykano, po czym zamieniano na przykład na łaźnie, czy koszary. W ten sposób cesarz przejmował ich rozliczne ziemie. Strateg temu Trakezjon Michał Lachanodrakon postawił przed mnichami ultimatum; albo rezygnują ze stanu mniszego i wstępują w małżeństwa i co za tym idzie pozostają w kraju, albo zostają oślepieni i wygnani poza granice cesarstwa. Taka polityka zapoczątkowała silną emigrację mnichów głównie do południowej Italii, której nie objęła w dotkliwym stopniu ikonoklastyczna polityka Konstantyna V. Pierwsza i główna fala monachomachii skończyła się wraz ze śmiercią tego cesarza w 775 roku. Jego syn i następca Leon IV Chazar co prawda kontynuował politykę ikonoklazmu, jednak już nie z taką zaciekłością jak jego ojciec, a nawet powierzał mnichom najważniejsze diecezje. Na moment wystąpienia przeciwko mnichom wznowił ostatni z ikonoklastów, czyli cesarz Teofil w latach 837-842. Wówczas jednak ikonoklazm był ruchem zamierającym i nigdy nie odrodził się na wielką skalę po śmierci Teofila.